# Laantje van Van der Gaag

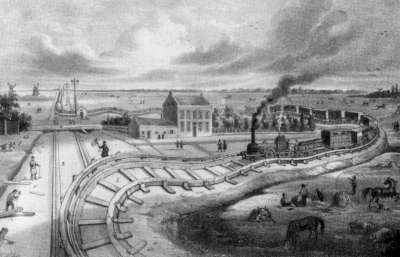
"Artist's impression" door H.W. Last, in De Nederlandsche Stoompost van 6 juni 1847

Het Laantje van Van der Gaag, even ten zuiden van Delft, vormde in 1847 voor de Hollandsche IJzeren Spoorweg-Maatschappij (HIJSM) een obstakel voor de aanleg van de spoorlijn tussen Delft en Rotterdam. Om deze strook grond heen werd een stukje spoorlijn aangelegd dat slechts vijf dagen, van 3 tot en met 7 juni 1847, heeft dienstgedaan.

## Geschiedenis

### Aanleiding
Deze affaire begon in 1842, toen de HIJSM begon met de verwerving van gronden voor de aanleg van de spoorlijn van Haarlem naar Leiden. Een van deze gronden was gelegen ter hoogte van het huidige station Heemstede-Aerdenhout, en was eigendom van A.H.J. van Wickevoort Crommelin. Van Wickevoort Crommelin was een plaatselijke notabele en betrokken bij een onderneming die zich bezighield met de promotie van Zandvoort als badplaats, toen net in opkomst. Deze onderneming had de bestrating van de weg naar Zandvoort verzorgd, en exploiteerde het badhuis aldaar.
Toen hij door de HIJSM benaderd werd voor verkoop van zijn grond, was hij bereid deze voor een schappelijke prijs af te staan, mits er ter plaatse een halte gevestigd zou worden. Badgasten zouden daarmee een snelle verbinding met Zandvoort krijgen. De HIJSM liet echter weten dat er tussen Haarlem en Leiden geen enkele halte gevestigd zou worden: de spoorlijn was uitsluitend bestemd voor sneltreinen. In de veronderstelling dat de tussen Haarlem en Leiden gelegen plaatsen dan bediend zouden blijven worden door de op dat moment lopende diligencediensten, ging Van Wickevoort Crommelin akkoord met verkoop, voor een bedrag van ƒ 1600,-.
Groot was zijn verbazing en ergernis toen, nadat de spoorlijn in augustus 1842 in gebruik was genomen, bleek dat tussen Haarlem en Leiden niet minder dan vijf stations of haltes waren gebouwd. Om opheldering gevraagd, liet de HIJSM weten dat dit onvermijdelijk was: de betrokken grondeigenaren hadden alleen onder die conditie willen meewerken aan verkoop. Reeds na korte tijd staakten de diligences hun diensten: hun klanten waren massaal overgestapt op de trein. Het gevolg was dat de bevolking van de tussenliggende plaatsen verstoken raakte van openbaar vervoer, en dat Zandvoort nog verder verwijderd was van openbaar vervoer dan eerst (de spoorlijn tussen Haarlem en Zandvoort zou pas in 1881 aangelegd worden). Voor de positie van Zandvoort als badplaats was dit uiteraard zeer ongunstig. In 1844 verzocht de bevolking tweemaal in een petitie om aanleg van een halte aan de Zandvoorterweg: beide keren werd dit door de HIJSM afgewezen.

### Nieuwe samenwerking
Van Wickevoort Crommelin, inmiddels samenwerkend met de Zandvoortse burgemeester Van der Meije en met A.K. van Lennep, zag in 1845 een mogelijkheid om de HIJSM opnieuw tot medewerking te bewegen. Op dat moment was deze bezig met de aankoop van gronden voor de spoorlijn tussen Den Haag en Rotterdam. Een van de te verwerven percelen was een laantje, slechts enkele meters breed, dwars op de geprojecteerde spoorweg, eigendom van de logementshouder J. van der Gaag. Het laantje lag enkele honderden meters ten zuiden van het huidige station Delft, net ten zuiden van de latere Prinses Irenetunnel.
Van Wickevoort Crommelin c.s. kochten dit laantje voor ƒ 200,-. De overdracht van de grond vond niet direct plaats. De redenen hiervan zijn niet geheel duidelijk. In de hierna te noemen onteigeningsprocedure werd Van der Gaag aangesproken, hetgeen aannemelijk maakt dat hij in het Kadaster nog steeds als eigenaar stond vermeld. In mei 1845 vroeg de HIJSM, die blijkbaar van de verkoop op de hoogte was, aan Van Wickevoort Crommelin op welke voorwaarden hij bereid was tot overdracht van het stukje grond. Men bood ƒ 100,-. Van Wickevoort Crommelin liet weten dat men de grond kon krijgen voor de door hem betaalde prijs, plus een halte aan de Zandvoortseweg.
Aanvankelijk leek de HIJSM genegen hierop in te gaan. Een concept-overeenkomst, kennelijk kort na mei 1845 opgemaakt, vermeldt een dergelijke halte, die hetzelfde aantal stoppende treinen zou krijgen als de halte Laan van Nieuw Oosteinde bij Den Haag. Indien de halte ooit zou worden opgeheven, zou aan de verkopers (of hun rechtverkrijgenden) een boete van ƒ 20 000,- betaald moeten worden. Een definitieve beslissing zou echter voorbehouden zijn aan de Raad van Administratie van de HIJSM, die eerst op 21 november 1845 bij elkaar zou komen.
Omtrent de overdacht van de grond werd door de HIJSM voorgesteld het transport aan Van der Gaag, dat eerdaags zou plaatsvinden, uit te stellen: er zou immers anders tweemaal getransporteerd moeten worden, hetgeen slechts nodeloze kosten met zich mee zou brengen.

### Onteigening
Echter, op 19 november 1845 werd Van der Gaag door de HIJSM gedagvaard tot onteigening. Waarom niet eerst de (formele) beslissing van de Raad van Administratie werd afgewacht, is onduidelijk. Niet uit te sluiten valt dat men in Van der Gaag een soepeler tegenpartij verwachtte dan in Van Wickevoort Crommelin c.s., wier wensen en processuele opstelling hen tenslotte bekend waren. Bij gebreke van een besluit van de Raad van Administratie, kan in feite niet eens worden vastgesteld of de bereidheid die in de concept-overeenkomst werd uitgesproken, wel echt aanwezig was. In de onteigeningsprocedure speelde Van der Gaag alleen een formele rol: de advocaten werden door Van Wickevoort Crommelin c.s. geïnstrueerd en bekostigd. De onteigeningsprocedure duurde echter zo lang dat begin 1847 de spoorlijn nagenoeg gereed was, op dit stukje na. HIJSM-directeur Frederik Willem Conrad vroeg en verkreeg van zijn Raad van Administratie toestemming voor een praktische oplossing: het aankopen van omliggende gronden, en het aanleggen van een lusvormig hulpspoor. Dit hulpspoor werd al snel de 'kromme lijn' genoemd, een woordspeling met de naam Crommelin.
Op 31 mei 1847 vonden de proefritten plaats en op 3 juni kon de spoorlijn Den Haag - Rotterdam in gebruik worden genomen, inclusief het hulpspoor. Kennelijk was hiermee de vechtlust van Van Wickevoort Crommelin uitgedoofd: op 3 juni deed hij de HIJSM het volgende voorstel: men kon de grond overnemen voor de inmiddels gemaakte kosten (hetgeen wel inclusief de advocatenkosten zal zijn geweest: de onteigeningsprocedure liep nog steeds), en zonder halte aan de Zandvoortseweg, of men kreeg de grond gratis, doch met halte. Reeds op 5 juni wees de HIJSM beide voorstellen af. Op 7 juni 1847 wierp Van Wickevoort Crommelin definitief de handdoek in de ring. Hij schreef de HIJSM: "[...] dat wij, van dit ogenblik aan, het bewuste laantje geheel vrij te uwer beschikking stellen, hetzelfde op uwe eerste aanvrage aan u in eigendom zullen transporteren, en dat wij deswege van uwe maatschappij niets verlangen te ontvangen."
(Juristen zullen hier opmerken dat het aanbod mee te werken aan het transport opmerkelijk is: uit het feit dat er op dat moment nog steeds een onteigeningsprocedure liep tegen Van der Gaag moet opgemaakt worden dat deze op dat moment nog eigenaar was, en dat slechts Van der Gaag tot overdracht van de grond aan de HIJSM in staat was... Het zal niet de enige keer zijn dat dergelijke juridische finesses in het vuur van de strijd over het hoofd worden gezien.)
Van Wickevoort Crommelin sprak nog de hoop uit dat de HIJSM nog eens van gedachten zou veranderen, en alsnog een halte aan de Zandvoortseweg zou openen. Het zou echter nog tot 1928 duren totdat dit, in de vorm van het station Heemstede-Aerdenhout, zou gebeuren. De HIJSM zat, na ontvangst van deze brief, niet stil: nog in de nacht van 7 op 8 juni werd, in het licht van fakkels, het spoor doorgetrokken, en vanaf 8 juni 1847 konden de treinen ongehinderd tussen Delft en Rotterdam rijden.

### Nasleep en beeldvorming
Opmerkelijk is dat, hoewel deze episode uit de Nederlandse spoorweggeschiedenis in vrijwel elk boek daarover genoemd wordt, de voorvallen uit 1842 slechts zelden genoemd worden. Het beeld dat dan naar voren komt van Van Wickevoort Crommelin is dat van een speculant, die slechts uit was op een snelle winst, te weten het voor ƒ 20 000,- verkopen van een stuk grond dat hij voor ƒ 200,- had gekocht. Uit de stukken blijkt echter niet dat Van Wickevoort Crommelin ooit dat bedrag voor zijn grond heeft gevraagd: dit bedrag is, zoals hierboven aangehaald, in een geheel andere context ter sprake gekomen.
Ook in nieuwsberichten uit die tijd werd Van Wickevoort Crommelin niet in positieve zin genoemd: zo wordt hij, doordat het publiek gebruik moest maken van het extreem bochtige hulpspoor, beticht van het in gevaar brengen van de reizigers. (De HIJSM had hieraan het hare bijgedragen: Conrad had borden laten plaatsen met het opschrift "Wacht u voor de Kromme Lijn".)
De conclusie lijkt gewettigd, dat de HIJSM zijn "public relations" aanmerkelijk beter op orde had. De weinig soepele opstelling van de maatschappij, gedurende de gehele periode 1842-1845, is in de literatuur grotendeels onderbelicht gebleven.
De betrokken hoofdrolspelers zouden, in zekere zin, nog eens elkaars buren worden: toen, ruim een eeuw later, in Delft vlak ten oosten van deze plaats een woonwijkje werd aangelegd, kregen drie van de straten de namen Crommelinlaan, Laan van Van der Gaag en Conradlaan.

## Trivia
Op 18 juli 2008 werd bekend dat de bouw van de Spoortunnel Delft was gegund aan een consortium dat de naam Combinatie CrommeLijn VOF heeft aangenomen. De verwijzing in deze naam naar de gebeurtenissen in de negentiende eeuw is overduidelijk. Terwijl de spoorlijn destijds om het Laantje van Van der Gaag heenliep, zal de 21e-eeuwse versie – de spoortunnel – eronderdoor lopen om even ten zuiden ervan boven de grond te komen. Die oplossing was in de 19e eeuw niet voorhanden.